# NHK石巻湊テレビ中継局
NHK石巻湊テレビ中継局（エヌエイチケイいしのまきみなとテレビちゅうけいきょく）は、宮城県石巻市に置かれていたNHK仙台放送局のアナログテレビ放送の中継局。

## 中継局概要

### アナログテレビ放送
| チャンネル 番号 | 放送局名     | 空中線 電力          | ERP                  | 偏波面   | 放送対象地域 | 放送区域 内世帯数 | 運用開始日      |
| --------------- | ------------ | -------------------- | -------------------- | -------- | ------------ | ----------------- | --------------- |
| 44              | NHK 仙台総合 | 映像500mW/ 音声125mW | 映像1.35W/ 音声340mW | 水平偏波 | 宮城県       | 3,025世帯         | 1976年 12月23日 |
| 46              | NHK 仙台教育 | 映像500mW/ 音声125mW | 映像1.35W/ 音声340mW | 水平偏波 | 全国         | 3,025世帯         | 1976年 12月23日 |

- 所在地： 石巻市湊（大門崎公園）
- 放送区域： 石巻市（湊地区）
- 2011年7月24日をもってすべて廃止される予定だったが、3月11日に発生した東日本大震災の影響により、2012年3月31日まで延期された。なお、民放局にはチャンネルが割り当てられていなかった。
- デジタルテレビ放送は仙台親局、涌谷局、石巻局によってカバーされるため、デジタル中継局は設置されなかった[2]。